# Русі
Русі́ (фр. Roucy) — муніципалітет у Франції, у регіоні О-де-Франс, департамент Ена. Населення — 384 особи (01.01.2021).
Муніципалітет розташований на відстані близько 125 км на північний схід від Парижа, 125 км на південний схід від Ам'єна, 26 км на південний схід від Лана.

## Демографія
Динаміка населення (INSEE ):
Розподіл населення за віком та статтю (2006):
| Стать | Всього | До 15 років | 15-24 | 25-44 | 45-64 | 65-85 | Понад 85 |
| --- | ------ | ----------- | ----- | ----- | ----- | ----- | -------- |
| Чоловіки | 161    | 51          | 4     | 58    | 32    | 16    | 0        |
| Жінки | 233    | 82          | 12    | 67    | 48    | 24    | 0        |
| \| Статево-вікова піраміда \| Статево-вікова піраміда \| Статево-вікова піраміда \| \| ----------------------- \| ----------------------- \| ----------------------- \| \| Чоловіки \| Вік \| Жінки \| \| 0 \| 85 + \| 0 \| \| 0 \| 80-84 \| 4 \| \| 4 \| 75-79 \| 4 \| \| 0 \| 70-74 \| 4 \| \| 12 \| 65-69 \| 12 \| \| 8 \| 60-64 \| 4 \| \| 8 \| 55-59 \| 16 \| \| 12 \| 50-54 \| 16 \| \| 4 \| 45-49 \| 12 \| \| 27 \| 40-44 \| 16 \| \| 23 \| 35-39 \| 31 \| \| 4 \| 30-34 \| 16 \| \| 4 \| 25-29 \| 4 \| \| 4 \| 20-24 \| 0 \| \| 0 \| 15-20 \| 12 \| \| 8 \| 10-14 \| 35 \| \| 20 \| 5-9 \| 31 \| \| 23 \| 0-4 \| 16 \| |        |             |       |       |       |       |          |
| Статево-вікова піраміда |        |             |       |       |       |       |          |
| Чоловіки | Вік    | Жінки       |       |       |       |       |          |
| 0 | 85 +   | 0           |       |       |       |       |          |
| 0 | 80-84  | 4           |       |       |       |       |          |
| 4 | 75-79  | 4           |       |       |       |       |          |
| 0 | 70-74  | 4           |       |       |       |       |          |
| 12 | 65-69  | 12          |       |       |       |       |          |
| 8 | 60-64  | 4           |       |       |       |       |          |
| 8 | 55-59  | 16          |       |       |       |       |          |
| 12 | 50-54  | 16          |       |       |       |       |          |
| 4 | 45-49  | 12          |       |       |       |       |          |
| 27 | 40-44  | 16          |       |       |       |       |          |
| 23 | 35-39  | 31          |       |       |       |       |          |
| 4 | 30-34  | 16          |       |       |       |       |          |
| 4 | 25-29  | 4           |       |       |       |       |          |
| 4 | 20-24  | 0           |       |       |       |       |          |
| 0 | 15-20  | 12          |       |       |       |       |          |
| 8 | 10-14  | 35          |       |       |       |       |          |
| 20 | 5-9    | 31          |       |       |       |       |          |
| 23 | 0-4    | 16          |       |       |       |       |          |

## Економіка
2010 року серед 254 осіб працездатного віку (15—64 років) 191 була активною, 63 — неактивними (показник активності 75,2%, у 1999 році було 73,8%). З 191 активної мешканців працювало 175 осіб (93 чоловіки та 82 жінки), безробітними було 16 (9 чоловіків та 7 жінок). Серед 63 неактивних 24 особи були учнями чи студентами, 21 — пенсіонерами, 18 були неактивними з інших причин.

У 2010 році в муніципалітеті числилось 148 оподаткованих домогосподарств, у яких проживали 401,0 особи, медіана доходів виносила 20 342 євро на одного особоспоживача

## Історія
Історія міста починається з замку Русі, який 948 року звів граф Райнальд де Руси. Графство Руси було одним з семи графств князівства Шампань, що утворювало його північно-західну межу. 
У місті була капітула канонів, замінена у 1114 році монастирем Святого Миколая, який залежав від абатства Мармутьє.
Титулярні графи Руси існували до початку ХХ століття, коли остання графиня де Руси продала бібліотеку та інші цінності та наказала розібрати замок. Кам'іння з якого слугувало для реконструкції Реймса в 1920-1930-х роках.